# Безлычное
Безлычное — деревня в Захаровском районе Рязанской области, административный центр Безлыченского сельского поселения.

## География
Деревня расположена в 17 км на северо-восток от районного центра села Захарово. 

## История
Деревня Безлычная впервые упоминается в окладных книгах 1676 года в приходе Покровской церкви села Федоровского.
В XIX — начале XX века деревня входила в состав Екимовской волости Рязанского уезда Рязанской губернии. В 1905 году в деревне было 66 дворов.
С 1929 года село являлось центром Безлыченского сельсовета Захаровского района Рязанского округа Московской области, с 1937 года — в составе Рязанской области, с 2005 года — центр Безлыченского сельского поселения.

## Население
| 1859 | 1905 | 2010 | 2023 |
| ---- | ---- | ---- | ---- |
| 497  | ↘490 | ↗755 | ↘743 |

## Инфраструктура
В селе имеется Безлыченская средняя общеобразовательная школа, детский сад, дом культуры, отделение связи.